# Felonica
Felonica település Olaszországban, Lombardia régióban, Mantova megyében. Lakosainak száma 1336 fő (2017. január 1.). Felonica Bondeno, Castelmassa, Salara, Calto, Ficarolo és Sermide községekkel határos.

## Népesség
A település lakossága az elmúlt években az alábbi módon változott:

| 2017 | 1 336 |